# Juncus triformis
Juncus triformis är en tågväxtart som beskrevs av Georg George Engelmann. Juncus triformis ingår i släktet tåg, och familjen tågväxter. Inga underarter finns listade i Catalogue of Life.